# Cecilio de Granada
San Cecilio (siglo I o II?) es un santo de la Iglesia católica considerado mártir y primer obispo de Ilíberis. Es venerado como santo patrón de Granada y su archidiócesis.

## Biografía
Según una tradición cristiana medieval recogida en la leyenda de los siete varones apostólicos y el Códice Emilianense, documentos del siglo X basados en textos más antiguos, fue según la tradición cristiana, uno de los siete varones apostólicos, discípulos del apóstol Santiago enviados a evangelizar a Hispania por san Pedro y san Pablo. Es considerado primer obispo de Ilíberis y desde finales del siglo XVI venerado como patrono de Granada y su archidiócesis.
Tras la conquista de los reinos musulmanes o Reconquista, basándose en la tradición medieval y buscando enlazar la nueva Iglesia de Granada con sus más remotos orígenes en la comunidad cristiana de Ilíberis, una de las primeras parroquias creadas en la ciudad fue la de san Cecilio, aunque se veneraba a san Gregorio Bético o de Elvira como patrón. La extraordinaria aparición entre 1588 y 1599 en la torre Turpiana y en el Sacromonte —entonces monte de Valparaíso—, de una serie de reliquias, entre ellas las supuestas cenizas de san Cecilio, una lámina que indicaba que su martirio tuvo lugar en el monte Ilipulitano en el segundo año del imperio de Nerón y los Libros plúmbeos, intensificaron la devoción y el culto al santo obispo en Granada. A pesar de la polémica suscitada por los hallazgos, considerados actualmente un intento sincrético de la comunidad morisca para evitar la expulsión que finalmente acabó produciéndose, un concilio local celebrado en 1600 declaró auténticas las reliquias encontradas, mientras que los Libros plúmbeos, tras numerosas vicisitudes, fueron declarados falsos y condenados por un breve apostólico de Inocencio XI en 1682. A raíz de estos acontecimientos, se cambió la fiesta litúrgica de san Cecilio del 1 de mayo, fecha en que se celebraba junto a los otros seis varones apostólicos, al 1 de febrero, fecha del martirio según una de las láminas encontradas. Para venerar los restos, se creó, con el impulso del arzobispo de Granada Pedro de Castro, la Abadía del Sacromonte, lugar donde actualmente se conservan. Aunque no se proclamara oficialmente como tal, san Cecilio ha sido considerado desde entonces patrono de Granada y su archidiócesis.